# Chute de gelée

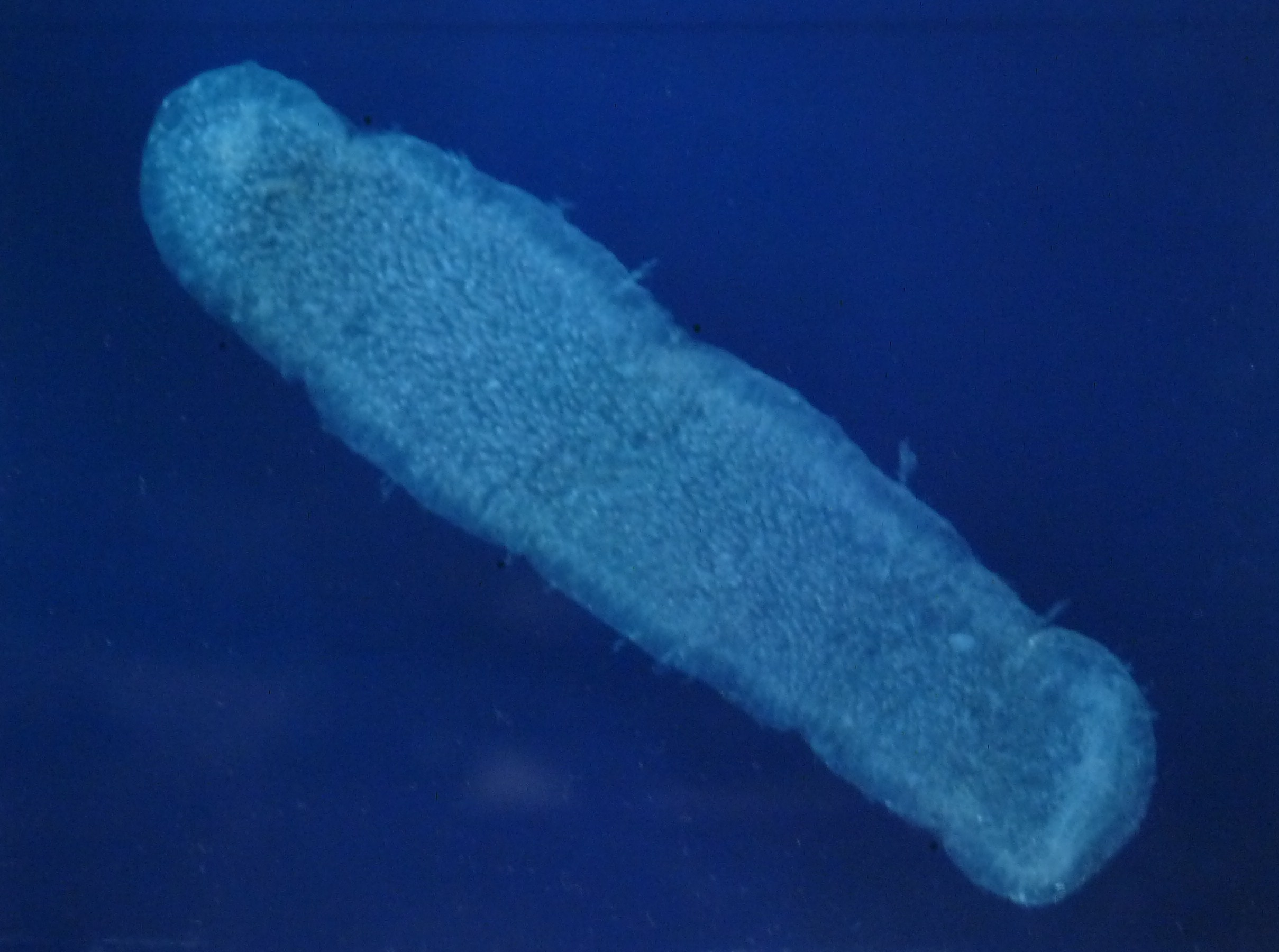
Un dépôt massif de carcasses de Pyrosoma atlanticum a été découvert le long d’un oléoduc en Afrique de l’Ouest en 2006.

Une chute de gelée ou pluie de gelée est un événement marin du cycle du carbone au cours duquel le zooplancton gélatineux, principalement les cnidaires, coule vers le fond marin, augmentant les flux de carbone et d'azote par ces particules organiques vers le fond. Ces événements nourrissent la mégafaune et les bactéries benthiques,. Les chutes de gelée ont été impliquées comme une « voie gélatineuse » majeure pour la séquestration du carbone biogénique labile à travers la pompe biologique. Les pluies de gelée sont fréquentes dans les zones protégées présentant des niveaux élevés de production primaire et une qualité d’eau adaptée à la subsistance des espèces de cnidaires. Ces zones comprennent, par exemple, les estuaires ou encore les fjords de Norvège. 

## Causes
Les chutes de gelée sont principalement constituées de cadavres en décomposition de cnidaria et thaliacea (pyrosomida, doliolida et salpida). Plusieurs circonstances peuvent entraîner la mort des organismes gélatineux et les conduire à couler. Cela peut se produire en cas de niveaux élevés de production primaire qui obstruent les systèmes d'alimentation des organismes, en cas de changements soudains de température, lorsque d'anciennes éclosions manquent de nourriture, lorsque des prédateurs blessent des méduses, ou en raison du parasitisme. Les chutes de gelée sont aussi liées aux pullulations de méduses et à la production primaire, avec plus de 75 % des chutes de méduses dans les régions subpolaires et tempérées se produisant après les éclosions printanières, et plus de 25 % des chutes de méduses dans les tropiques se produisant après des événements de remontée d'eau. 
Avec l'évolution du climat mondial vers des océans plus chauds et plus acides, des conditions peu favorables aux espèces non-résilientes, les populations de méduses sont susceptibles d'augmenter en taille. Les zones eutrophes et les zones mortes peuvent devenir des zones de concentration de gelée avec des proliférations importantes. À mesure que le climat change et que les eaux océaniques se réchauffent, les proliférations de gelées deviennent plus prolifiques et le transport de carbone gélatineux vers les fonds marins augmente. Avec un éventuel ralentissement de la pompe biologique classique, le transfert de carbone et de nutriments vers les profondeurs marines par les chutes de méduses pourrait devenir de plus en plus crucial pour les profondeurs océaniques.

## Décomposition
Le processus de décomposition débute après la mort et peut se poursuivre dans la colonne d'eau à mesure que les organismes gélatineux coulent. La décomposition se produit plus rapidement dans les zones tropicales que dans les eaux tempérées et subpolaires du fait des températures plus élevées. Sous les tropiques, une méduse peut prendre moins de 2 jours pour se décomposer dans des eaux de surface plus chaudes, mais jusqu'à 25 jours lorsqu'elle se trouve à une profondeur de moins de 1 000 mètres. Cependant, les organismes gélatineux solitaires pourraient passer moins de temps au fond marin, car une étude a montré que les méduses pouvaient être décomposées par les charognards dans les eaux profondes norvégiennes en moins de deux heures et demie. 
La décomposition des pluies de gelée est largement facilitée par ces types de charognards. En général, des échinodermes, tels que les étoiles de mer, sont devenus les principaux consommateurs de gelées, suivis par les crustacés et les poissons. Cependant, le type des charognards et détritivores attirés par les chutes de méduses en décomposition dépend largement de chaque écosystème. Lors d'une expérience menée dans les eaux profondes norvégiennes, ce sont les myxines qui ont été les premiers à se nourrir des méduses en décomposition, suivies par les cigales de mer aplaties (galathées), puis finalement les crevettes décapodes. Des photographies prises au large des côtes norvégiennes sur des chutes de gelée naturelles ont également révélé des crevettes caridiennes se nourrissant de carcasses de gelée. 
Avec l'augmentation des populations de méduses et des proliférations de plus en plus fréquentes, en présence de conditions propices et en l'absence d'autres organismes filtreurs dans la région pour consommer le plancton, les environnements où les méduses sont présentes verront les pompes à carbone être principalement alimentées par les chutes de méduses. Cela pourrait engendrer des problèmes d'habitat, car les pompes biologiques établies pourraient succomber au déséquilibre, du fait que la présence de méduses modifierait le réseau trophique ainsi que la quantité de carbone déposée dans les sédiments. Enfin, la décomposition est facilitée par la communauté microbienne. Dans une étude de cas portant sur la mer Noire, le nombre de bactéries a augmenté en présence de chutes de méduses, et il a été démontré que les bactéries utilisent préférentiellement l'azote libéré par les carcasses de méduses en décomposition, tout en laissant principalement du carbone. Dans une étude menée par Andrew Sweetman en 2016, à partir d'échantillons prélevés dans des carottes de sédiments des fjords norvégiens, il a été découvert que la présence de chutes de méduses avait un impact significatif sur les processus biochimiques au sein de ces communautés benthiques. Les bactéries consomment rapidement les carcasses de méduses, ce qui limite les opportunités de subsistance pour le macrofaune, ayant ainsi des répercussions sur l'ensemble de la chaîne alimentaire. De plus, en l'absence de charognard, les carcasses développent une couche blanche de bactéries et émettent un résidu noir dans la zone environnante, provenant du sulfure. Ce niveau élevé d'activité microbienne nécessite une grande quantité d'oxygène, ce qui peut rendre les zones autour des chutes de méduses hypoxiques, créant un environnement inhospitalier pour les charognards de plus grande taille.

## Les défis de la recherche
La recherche sur les chutes de méduses repose sur des données d'observation directe, notamment la vidéo, la photographie et les prélèvements benthiques. Les carcasses gélatineuses se désagrègent facilement, ce qui constitue une complication liée au chalutage des chutes de gelée, et par conséquent, la photographie, la vidéographie et l'analyse chimique ponctuelles ont été les principales méthodes de d'acquisition de données,. Cela signifie que les chutes de gelée ne sont pas toujours observées au cours de la période où elles ont le plus de chance de survenir. Étant donné qu'elles peuvent être entièrement traitées et dégradées en quelques heures par les détritivores et charognards et que certaines chutes de gelée ne couleront pas en dessous de 500 m dans les eaux tropicales et subtropicales, l'importance et la prévalence des chutes de gelée peuvent être sous-estimées.